# Jasmineira filiformis
Jasmineira filiformis är en ringmaskart som beskrevs av Hartman 1965. Jasmineira filiformis ingår i släktet Jasmineira och familjen Sabellidae. Inga underarter finns listade i Catalogue of Life.